# Ixora intermedia
Ixora intermedia är en måreväxtart som beskrevs av Adolph Daniel Edward Elmer. Ixora intermedia ingår i släktet Ixora och familjen måreväxter. Inga underarter finns listade i Catalogue of Life.